# ジュズカケバト
ジュズカケバト（数珠掛鳩、学名：Streptopelia risoria）は、ハト目ハト科の鳥。中央アフリカ原産のバライロシラコバト Streptopelia roseogrisea が原種とされる。
全長25から30センチメートル。全体的に淡い灰褐色で後頸部に半月状の黒輪がある。風切羽は黒褐色、嘴は暗褐色。シラコバトによく似ているが、背や翼の褐色がシラコバトよりも薄い。白変種をギンバト（銀鳩）といい、全身白色で嘴と脚が紅色。
古くから世界中で飼育されていた。一部の地域では野生化しており、アメリカのロサンゼルス、タンパ、マイアミでは大群となっている。

## 画像

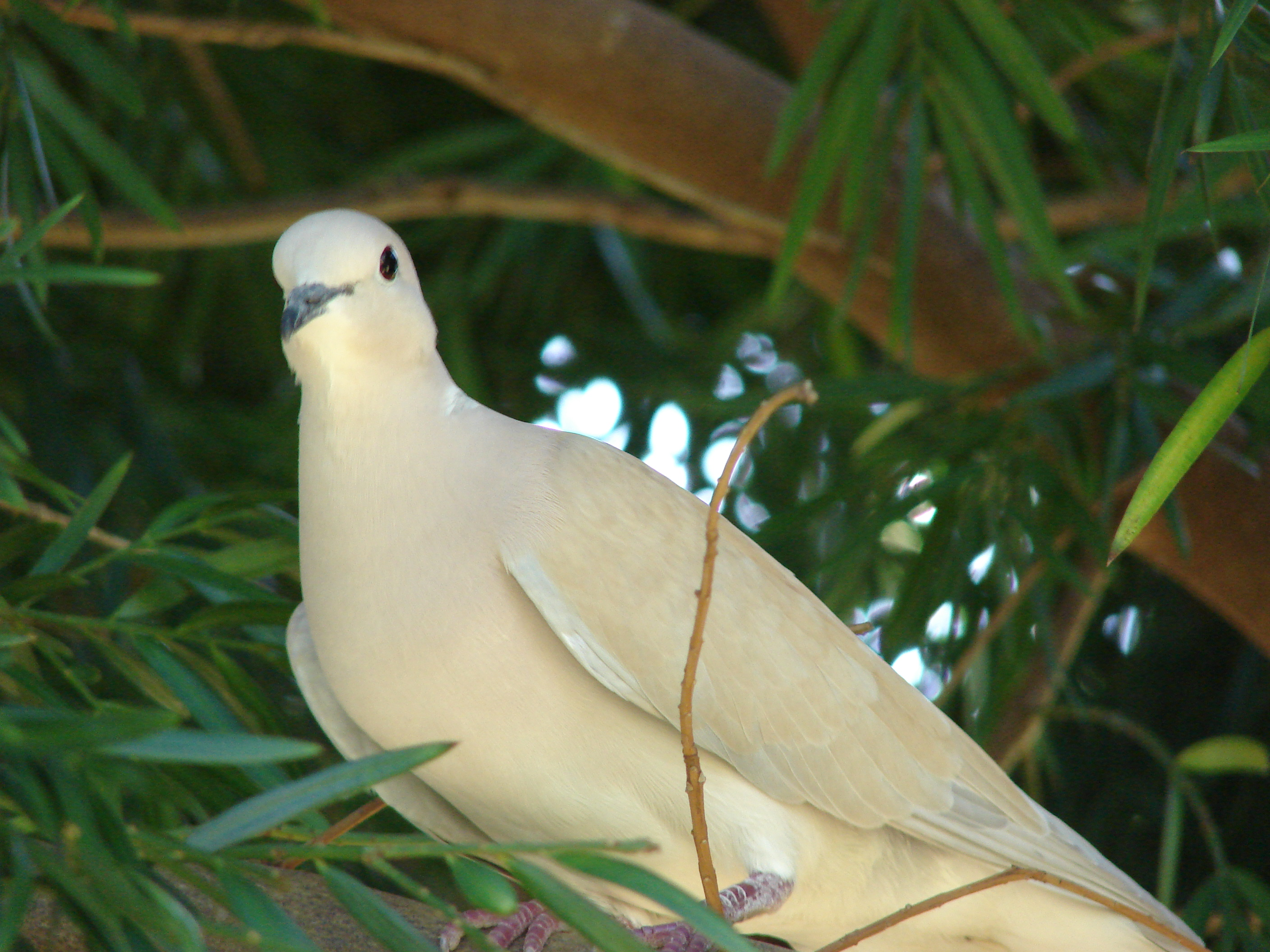
白変種のギンバト（銀鳩）
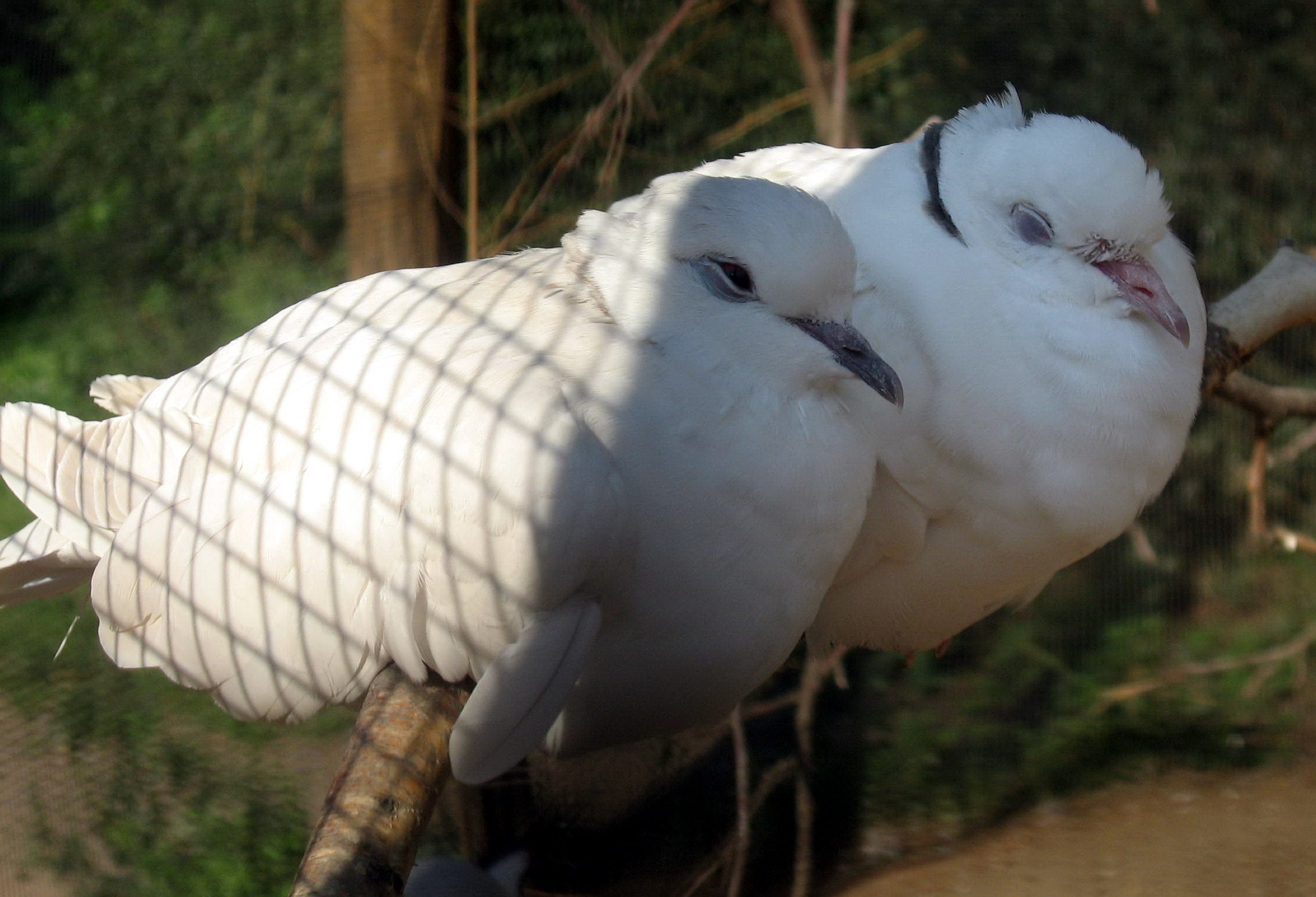
白変種のギンバト。全身が白いもののほか、首に黒い半月が入るものもいる。
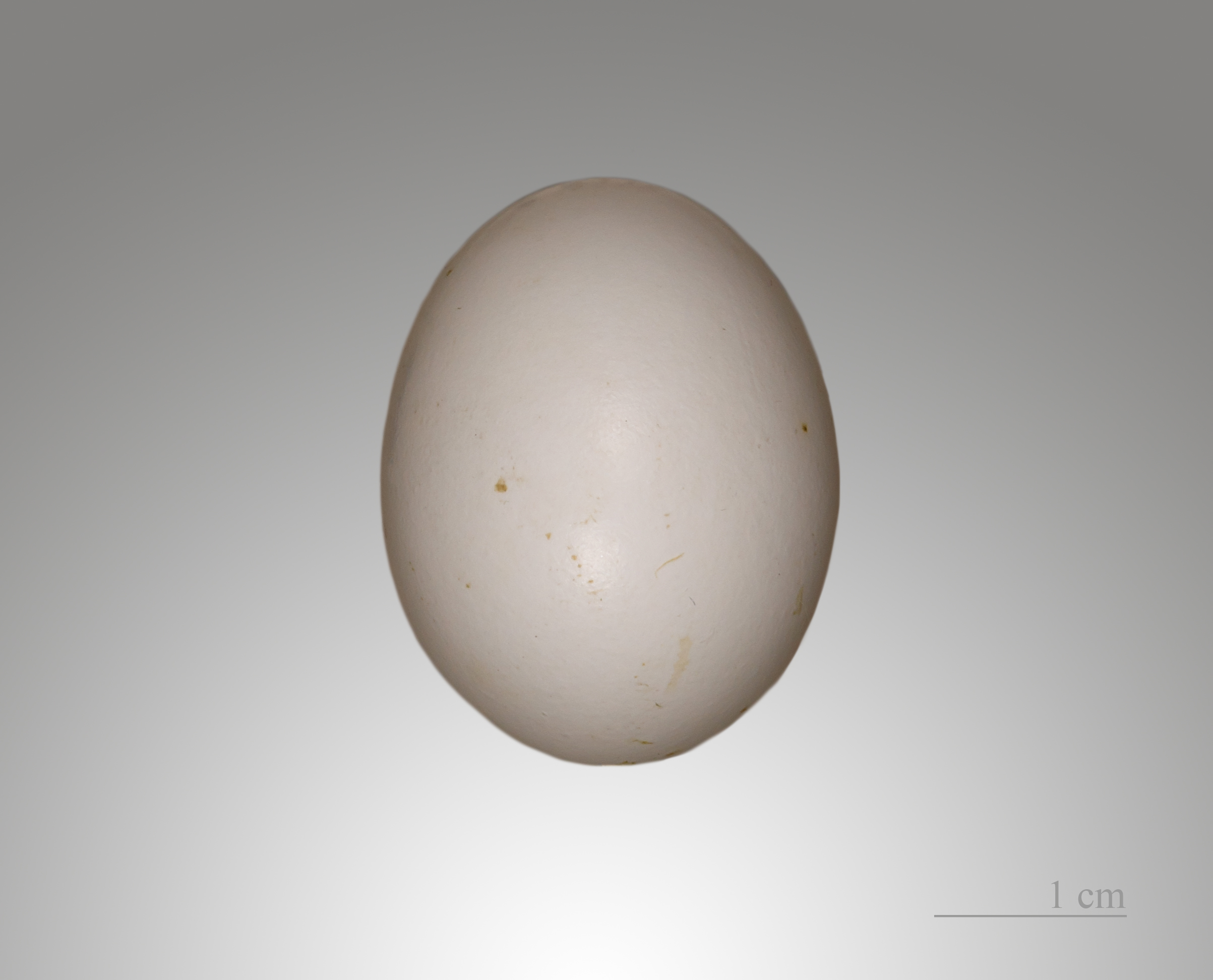
ジュズカケバトの卵 （背景は1cm方眼）